# 地獄の悪魔退治
『地獄の悪魔退治』（じごくのあくまたいじ、原題：Hell's Bells／『ヘルズ・ベルズ』）は、ウォルト・ディズニー・プロダクション（現：ウォルト・ディズニー・カンパニー）が製作したアニメーション短編映画作品である。公開は1929年10月30日。
シリー・シンフォニーシリーズ初期の一作品であり、当時ウォルト・ディズニーの右腕的存在であったアブ・アイワークスの初監督作品である。

## あらすじ
ここは地獄。地の裂け目からは炎が舞い上がり、異形の生物たちを飲み込んでいく。地獄の入口には3つ首の番犬・ケルベロスが控えている。
地獄の長であるサタンは今日も手下の小悪魔を集めて馬鹿騒ぎしていた。人の背骨のヴァイオリン、獣の頭蓋骨の太鼓の演奏に乗り悪魔たちは踊る。
食事の時間となり、小悪魔2匹が運んできた地獄の牛の燃える乳をうまそうに飲み干すサタン。そこで小悪魔たちの方を見遣ったかと思うと突然小悪魔の1匹を捕まえて放り投げ、そばにいたケルベロスに食べさせてしまった。残されたもう1匹の子悪魔は、なおも捕まえようとするサタンに恐れおおのき、その場を逃げ出してしまった。
サタンのもとを逃げ出した子悪魔と、それを追いかけるサタン。崖に追い詰められた子悪魔は崖のすぐ下に隠れて谷底を探すサタンの後ろに回りこみ、サタンを蹴落とす。サタンは崖にしがみつき這い上がろうとするも、こらえることができず炎に飲み込まれていった。

## スタッフ
- 製作：ウォルト・ディズニー[1][2]
- 監督：アブ・アイワークス[1][2]
- 作画：アブ・アイワークス、レス・クラーク、ジョニー・キャノン、ウィルフレッド・ジャクソン、ジャック・カッティング[3]
- 音楽：カール・スターリング[2]

## 使用曲
以下のクラシック音楽が使用されている。
- メンデルスゾーン『春の歌』
- メンデルスゾーン『フィンガルの洞窟』
- グノー『操り人形の葬送行進曲』
- グリーグ『山の魔王の宮殿にて』

## 日本での公開
- シリー・シンフォニー Vol.2 限定保存版（DVD、ウォルト・ディズニー・スタジオ・ジャパン）